# Owlād-e Naqīābād
Owlād-e Naqīābād (persiska: اُولادِ نَقی آباد, اولاد نقی آباد) är en ort i Iran.   Den ligger i provinsen Lorestan, i den västra delen av landet, 500 km sydväst om huvudstaden Teheran. Owlād-e Naqīābād ligger 989 meter över havet och antalet invånare är 203.
Terrängen runt Owlād-e Naqīābād är varierad. Runt Owlād-e Naqīābād är det ganska tätbefolkat, med 52 invånare per kvadratkilometer. Närmaste större samhälle är Garāb, 3,7 km öster om Owlād-e Naqīābād. Omgivningarna runt Owlād-e Naqīābād är i huvudsak ett öppet busklandskap.